# Британська книжкова премія «Дитяча книга року»
Британська книжкова премія «Дитяча книга року» — британська літературна премія, яка щорічно присуджується творам дитячої літератури в рамках Британської книжкової премії (відомої як Ніббі). Вона була заснована в 1996 році, замінивши категорії Британська ілюстрована дитяча книга року та Британський дитячий автор року.
Наразі її спонсором є видавництво W. H. Smith, хоча раніше її спонсором було видавництво Red House (яке також спонсорує дитячу книжкову премію Red House). Раніше вона називалася «Британська дитяча книжкова премія», а у 2010 році була перейменована на «Дитячу книжку року».

## Переможці
| Year | Author                             | Title                                             | Publisher                  | Ref.     |
| ---- | ---------------------------------- | ------------------------------------------------- | -------------------------- | -------- |
| 1996 | Alison Sage ed.                    | The Hutchinson Treasury of Children's Literature  | Hutchinson                 |          |
| 1997 | Philip Pullman                     | Northern Lights                                   | Scholastic                 |          |
| 1998 | J. K. Rowling                      | Harry Potter and the Philosopher's Stone          | Bloomsbury                 |          |
| 1999 | J. K. Rowling                      | Harry Potter and the Chamber of Secrets           | Bloomsbury                 |          |
| 2000 | Jacqueline Wilson                  | The Illustrated Mum                               | Doubleday                  |          |
| 2001 | Philip Pullman                     | The Amber Spyglass                                | Scholastic                 |          |
| 2002 | Eoin Colfer                        | Artemis Fowl                                      | Viking/Puffin              |          |
| 2003 | Jacqueline Wilson                  | Girls in Tears                                    | Corgi Children's           |          |
| 2004 | Mark Haddon                        | The Curious Incident of the Dog in the Night-Time | David Fickling             |          |
| 2005 | Julia Donaldson and Axel Scheffler | The Gruffalo's Child                              | Macmillan Children's Books |          |
| 2006 | Anthony Horowitz                   | Ark Angel                                         | Walker Books               |          |
| 2007 | Ricky Gervais                      | Flanimals of the Deep                             | Faber &amp; Faber          |          |
| 2008 | Francesca Simon                    | Horrid Henry and the Abominable Snowman           | Orion Children's Books     |          |
| 2009 | Stephenie Meyer                    | Breaking Dawn                                     | Little, Brown              |          |
| 2010 | Julia Donaldson and Axel Scheffler | Zog                                               | Alison Green               |          |
| 2011 | Patrick Ness                       | A Monster Calls                                   | Walker Books               |          |
| 2012 | David Walliams                     | Ratburger                                         | HarperCollins              |          |
| 2013 | David Walliams                     | Demon Dentist                                     | HarperCollins              |          |
| 2014 | David Walliams                     | Awful Auntie                                      | HarperCollins              |          |
| 2015 | No award                           | No award                                          | No award                   | No award |
| 2016 | No award                           | No award                                          | No award                   | No award |

| рік      | Ім'я                                          | Назва                                  |
| -------- | --------------------------------------------- | -------------------------------------- |
| 2017 рік | Кіран Міллвуд Харгрейв                        | Дівчина чорнила та зірок               |
| 2018 рік | Роберт Макфарлейн (письменник) і Джекі Морріс | Втрачені слова                         |
| 2018 рік | Енджі Томас                                   | Ненависть, яку ви даєте                |
| 2019 рік | Девід Уолліамс                                | Крижане чудовисько                     |
| 2020 рік | Холлі Джексон                                 | Посібник хорошої дівчини щодо вбивства |

## Шорт-листи

### 2006 рік
- Арк Ангел Ентоні Горовіца (переможець)
- Я, Коріандр Саллі Гарднер
- SilverFin Чарлі Хігсона
- «Старший» , Крістофер Паоліні
- … і саме тоді він у мене в руці впав Луїза Реннісон
- Чарівництво: Книга таємниць Мерліна Дугласа Стіра

### 2007 рік
- Flanimals of the Deep Рікі Джерве (переможець)
- Джон Бойн «Хлопчик у смугастій піжамі».
- Неймовірний хлопчик-книгоїд Олівера Джефферса
- Пітер Пен у червоному кольорі Джеральдін МакКогрін
- Вінтерсміт Террі Пратчетт
- Horrid Henry and the Football Fiend, Франческа Саймон (автор) та Тоні Росс (ілюстратор)

### 2008 рік
- Horrid Henry and the Abominable Snowman Франческа Саймон (автор) і Тоні Росс (ілюстратор) (переможець)
- Це не мій пінгвін, Фіона Ватте
- Ідеальні поні Кеті Прайс від Кеті Прайс
- «Народжений бігти» Майкл Морпурго
- Поцілунок Жаклін Вілсон

## Британський дитячий письменник року
Британська премія «Дитячий автор року» присуджується щорічно авторам дитячої літератури в рамках British Book Awards. Вона була заснована в 1990 році, а востаннє вручалася в 1995 році. Під час Британської книжкової премії 1996 року її та нагороду «Ілюстрована дитяча книга року» замінили категорією «Дитяча книга року».
| рік      | Ім'я                  |
| -------- | --------------------- |
| 1990 рік | Роальд Дал            |
| 1991 рік | Енн Файн              |
| 1992 рік | Дік Кінг-Сміт         |
| 1993 рік | Реймонд Бріггс        |
| 1994 рік | Енн Файн              |
| 1995 рік | Джанет і Аллан Алберг |

## Британська ілюстрована дитяча книга року
Нагорода «Британська ілюстрована дитяча книга року» щорічно присуджується ілюстрованим творам дитячої літератури в рамках British Book Awards. Вона була заснована в 1991 році, а востаннє вручалася в 1995 році. Для Британської книжкової премії 1996 року її та нагороду «Дитячий автор року» було замінено категорією «Дитяча книга року».
| рік      | Ім'я                                 | Назва                             |
| -------- | ------------------------------------ | --------------------------------- |
| 1991 рік | Нікола Бейлі                         | Мишачий кіт                       |
| 1992 рік | Мартін Уодделл (іл. Хелен Оксенбері) | Фермер Дак                        |
| 1993 рік | Мік Інкпен                           | Пінгвін малий                     |
| 1994 рік | Бабетт Коул                          | Мумія знесла яйце                 |
| 1995 рік | Джей Янг                             | Дивовижна спливаюча наукова книга |